# John Robertson Duigan

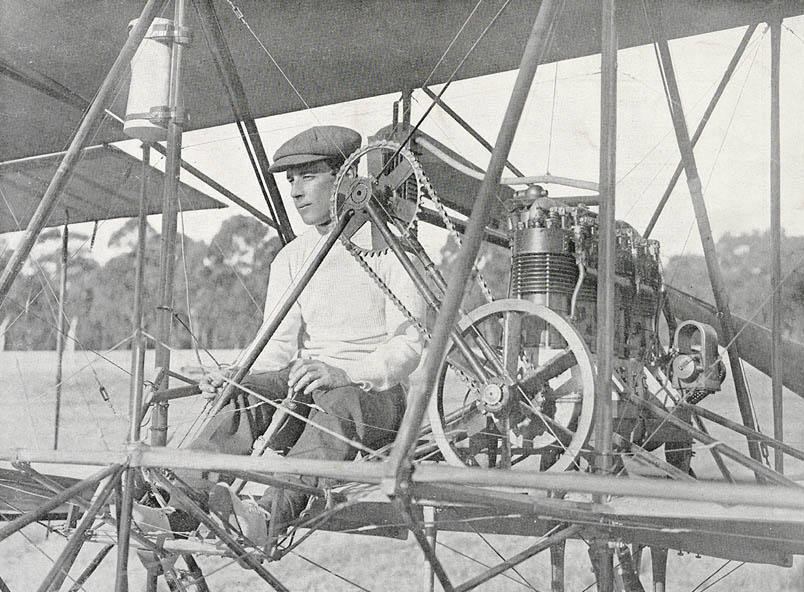
John R. Duigan auf seinem ersten Fluggerät

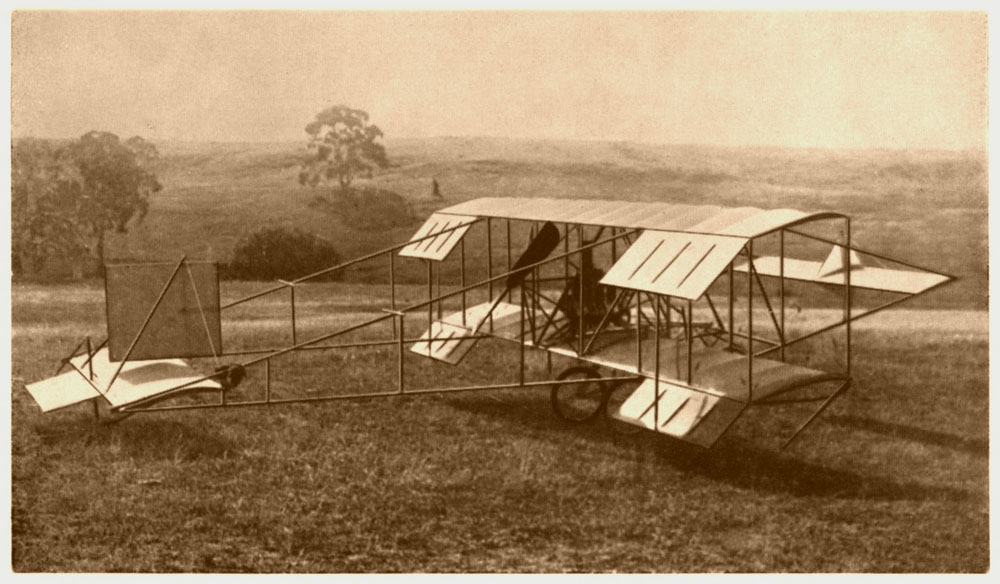
Doppeldecker von Duigan 1910/1911

John Robertson Duigan (geboren am 31. Mai 1882 in Terang, Australien; gestorben am 11. Juni 1951 in Melbourne-Ringwood, Australien) war ein australischer Luftfahrtpionier und Elektroingenieur.

## Leben
Duigan kam 1882 in Terang in Victoria als Sohn von John Charles Duigan und seiner Frau Jane, geborener Robertson, zur Welt. Zwischen 1902 und 1904 erhielt er in London eine Ausbildung zum Elektroingenieur und arbeitete nach 1905 als Motortechniker bei Wakefield & District Light Railway in Yorkshire. 1908 kehrte er nach Australien zurück und zog nach einem Aufenthalt in Melbourne nach Mia Mia.
Dort baute John Duigan mit der Hilfe seines Bruders Reginald auf seinem Anwesen Spring Plains das erste in Australien gefertigte, flugtüchtige Motorflugzeug für zwei Mann Besatzung, welches am 16. Juli 1910 erstmals abhob. Im Oktober flog er damit bereits in über 100 Metern Höhe. (Bereits im März 1910 hatte Harry Houdini ein französisches Flugzeug nahe Sydney vorgeführt.)
Für eine Preisausschreibung des australischen Militärs meldete Duigan sein Flugzeug allerdings zu spät an, sodass das Preisgeld mangels qualifizierterer Einreichungen verfiel. Das Verteidigungsministerium ließ sich das Flugzeug dennoch im Mai 1911 vorführen. Danach flog es nie wieder und wurde 1920 in das Museum von Melbourne gebracht.
Duigan kehrte 1911 nach England zurück, wo er 1912 seinen Pilotenschein erhielt und ein Avro-Flugzeug kaufte, welches er mit Reginald nach Australien zurückbrachte und dort nachbaute. Sein leichter konstruierter Nachbau erhielt die Maschine des Avro-Fliegers. Bei einem Absturz im Jahr 1913 verletzte er sich schwer und auch seine Maschine wurde schwer beschädigt. Im November 1913 heiratete John Duigan die Krankenschwester Rebecca Corney in Caulfield.
Duigan meldete sich 1916 freiwillig zum Australian Flying Corps und nahm am Ersten Weltkrieg teil. Als Teil der 3. Schwadron des AFC flog er Einsätze an der Westfront, für die er mit dem Military Cross ausgezeichnet wurde. Nach seiner Demobilisierung kehrte er 1919 nach Melbourne zurück und arbeitete dort als Elektroingenieur. 1928 eröffnete er eine Motorwerkstatt in Yarrawonga. 1941 kehrte er nach einem Schlaganfall nach Melbourne zurück und verdingte sich bis zum Ende des Zweiten Weltkriegs als Ingenieur der RAAF. Dann setzte er sich im Melbourner Stadtteil Ringwood zur Ruhe. 1951 starb er an Krebs. 1960 wurde in Mia Mia ein Denkmal eingeweiht, das an seinen ersten Flug erinnert.
Qantas gab bekannt, dass sie ein Flugzeug nach den Flugpionieren benennen wird, und die australische Post brachte 1970 eine Briefmarke mit den Porträts der Brüder heraus.